# اورنج پولسکا

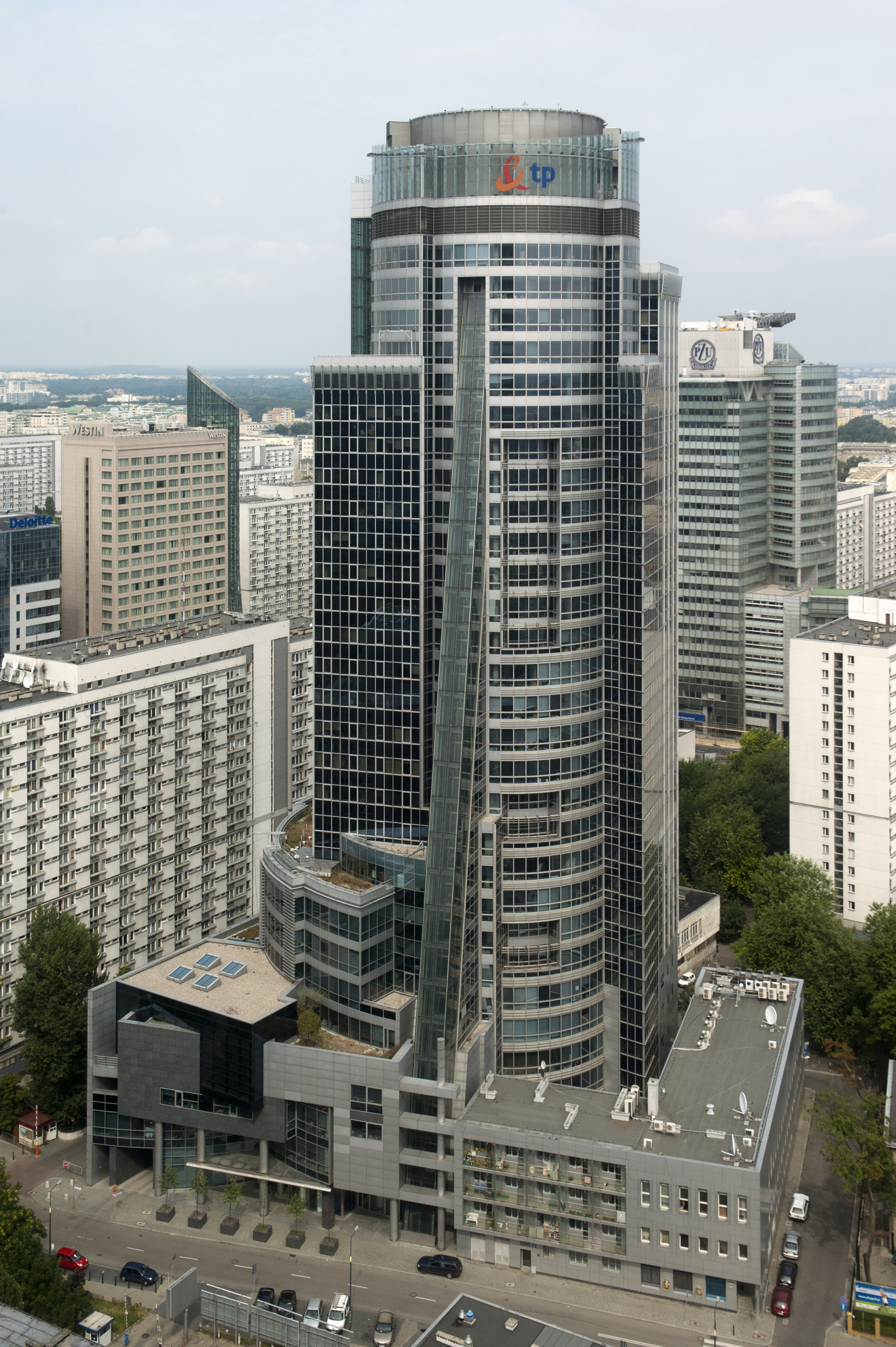
ساختمان مرکزی اورنج پولسکا، در ورشو

اورنج پولسکا (به انگلیسی: Orange Polska) بزرگترین اپراتور تلفن همراه لهستان است، که بیشتر از ۵۰٪ از سهام آن متعلق به شرکت فرانس تلکوم می‌باشد.
شبکه تلفن همراه این شرکت ارائه‌دهنده خدمات شبکه دیجیتالی خدمات یکپارچه، خط دیجیتال مشترک نامتقارن، جی‌اس‌ام، بازپخش قاب و حالت انتقال ناهمگام است.